# روك فولز (إلينوي)
روك فولز (بالإنجليزية: Rock Falls, Illinois)‏ هي مدينة تقع في الولايات المتحدة في إلينوي. يقدر عدد سكانها بـ 9,266 نسمة .

## التركيبة السكانية
حدّد مكتب تعداد الولايات المتحدة بيانات التركيبة السكانية لروك فولز في تعداد الولايات المتحدة. في ما يلي، التركيبة السكانية حسب تعدادي 2000 و2010.

### تعداد عام 2000
بلغ عدد سكان روك فولز 9,580 نسمة بحسب تعداد عام 2000، وبلغ عدد الأسر 3,895 أسرة وعدد العائلات 2,560 عائلة مقيمة في المدينة. في حين سجلت الكثافة السكانية 897 نسمة لكل كيلومتر مربع (2,323.2/ميل2). وبلغ عدد الوحدات السكنية 4,098 وحدة بمتوسط كثافة قدره 383.7 لكل كيلومتر مربع (993.8/ميل2).
وتوزع التركيب العرقي للمدينة بنسبة 91.78% من البيض و0.88% من الأمريكيين الأفارقة و0.45% من الأمريكيين الأصليين و0.26% من الأمريكيين ذوي الأصول الآسيوية و4.71% من الأعراق الأخرى و1.92% من عرقين مختلطين أو أكثر و11.54% من الهسبانيون أو اللاتينيون من أي عرق.
بلغ عدد الأسر 3,895 أسرة كانت نسبة 34.2% منها لديها أطفال تحت سن الثامنة عشر تعيش معهم، وبلغت نسبة الأزواج القاطنين مع بعضهم البعض 47.5% من أصل المجموع الكلي للأسر، ونسبة 13.7% من الأسر كان لديها معيلات من الإناث دون وجود شريك،  بينما كانت نسبة 4.5% من الأسر لديها معيلون من الذكور دون وجود شريكة وكانت نسبة 34.3% من غير العائلات. تألفت نسبة 29.4% من أصل جميع الأسر من عدة أفراد يعيشون في نفس المنزل ونسبة 13.9% كانت تتألف من شخص يعيش بمفرده يبلغ من العمر 65 عاماً أو أكثر. وبلغ متوسط حجم الأسرة المعيشية 2.43، أما متوسط حجم العائلات فبلغ 2.99.
بلغ العمر الوسطي للسكان 36.1 عاماً. وكانت نسبة 25.5% من القاطنين تحت سن الثامنة عشر، وكانت نسبة 9% بين الثامنة عشر والرابعة والعشرين عاماً، ونسبة 27.5% كانت واقعةً في الفئة العمرية ما بين الخامسة والعشرين والرابعة والأربعين عاماً، ونسبة 21.7% كانت ما بين الخامسة والأربعين والرابعة والستين، ونسبة 15.2% كانت ضمن فئة الخامسة والستين عاماً فما فوق. يوجد لكل 100 أنثى 91.2 ذكر، ويوجد لكل 100 أنثى في الثامنة عشر من عمرها فما فوق 87.9 ذكر.
بلغ متوسط دخل الأسرة في المدينة 34,730 دولارًا، أما متوسط دخل العائلة فبلغ 42,309 دولارًا. وكان متوسط دخل الذكور 32,459 دولارًا مقابل 21,373 دولارًا للإناث. وسجل دخل الفرد الخاص بالمدينة 16,618 دولارًا. وكانت نسبة 7.3% من العائلات ونسبة 9.8% من السكان تحت خط الفقر، وكان من هؤلاء نسبة 11.4% تحت سن الثامنة عشر ونسبة 7.4% في الخامسة والستين من العمر وما فوق.

### تعداد عام 2010
بلغ عدد سكان روك فولز 9,266 نسمة بحسب تعداد عام 2010، وبلغ عدد الأسر 3,809 أسرة وعدد العائلات 2,387 عائلة مقيمة في المدينة. في حين سجلت الكثافة السكانية 867.6 نسمة لكل كيلومتر مربع (2,247.1/ميل2). وبلغ عدد الوحدات السكنية 4,123 وحدة بمتوسط كثافة قدره 386 لكل كيلومتر مربع (999.7/ميل2).
وتوزع التركيب العرقي للمدينة بنسبة 91.46% من البيض و1.49% من الأمريكيين الأفارقة و0.42% من الأمريكيين الأصليين و0.30% من الأمريكيين ذوي الأصول الآسيوية و0.05% من سكان جزر المحيط الهادئ و3.26% من الأعراق الأخرى و3.01% من عرقين مختلطين أو أكثر و15.06% من الهسبانيون أو اللاتينيون من أي عرق.
بلغ عدد الأسر 3,809 أسرة كانت نسبة 32.2% منها لديها أطفال تحت سن الثامنة عشر تعيش معهم، وبلغت نسبة الأزواج القاطنين مع بعضهم البعض 40.5% من أصل المجموع الكلي للأسر، ونسبة 16.2% من الأسر كان لديها معيلات من الإناث دون وجود شريك،  بينما كانت نسبة 6% من الأسر لديها معيلون من الذكور دون وجود شريكة وكانت نسبة 37.3% من غير العائلات. تألفت نسبة 31.7% من أصل جميع الأسر من عدة أفراد يعيشون في نفس المنزل ونسبة 13.3% كانت تتألف من شخص يعيش بمفرده يبلغ من العمر 65 عاماً أو أكثر. وبلغ متوسط حجم الأسرة المعيشية 2.41، أما متوسط حجم العائلات فبلغ 3.00.
بلغ العمر الوسطي للسكان 38.8 عاماً. وكانت نسبة 25.2% من القاطنين تحت سن الثامنة عشر، وكانت نسبة 8.6% بين الثامنة عشر والرابعة والعشرين عاماً، ونسبة 24.3% كانت واقعةً في الفئة العمرية ما بين الخامسة والعشرين والرابعة والأربعين عاماً، ونسبة 26.1% كانت ما بين الخامسة والأربعين والرابعة والستين، ونسبة 15.7% كانت ضمن فئة الخامسة والستين عاماً فما فوق. وتوزع التركيب الجنسي للسكان بنسبة 48.3% ذكور و51.7% إناث.

## أعلام
- سيث بلير
- غاري كولب
- كال هاو